# 요시다 마도카
요시다 마도카 (吉田まどか, 1997년 3월 25일 ~ )는 일본의 영화배우이다. 도호 엔터테인먼트 소속.

## 참가 작품

### 영화
- 《조커 게임》 (2012)
- 《조커 게임 2 - 탈출》 (2013)
- 《두 번째 여름, 두 번 다시 만날 수 없는 너》 (2017)

### 방송
- 《하카타 스테이 헝그리 시즌2》 (2014)
- 《미안해 청춘!》 (2014)
- 《염력가족 시즌1》 (2015)
- 《염력가족 시즌2》 (2016)
- 《굿모닝 콜 our campus days》 (2017)